# Torre de la Iglesia parroquial de Nuestra Señora de la Concepción (Granja de Torrehermosa)
La torre de la Iglesia parroquial de Nuestra Señora de la Concepción, que está situada en el municipio de Granja de Torrehermosa, al sureste de la Provincia de Badajoz, es parte de la iglesia parroquial del  mismo nombre.
Es la parte más destacada de conjunto parroquial, incluso del mismo municipio, que recibe el nombre de esta edificación.

## Descripción
Está situada en los pies de la misma iglesia y es la construcción fundamental desde el punto de vista histórico-artístico de la población y de la comarca.
Según el historiador del arte de Extremadura Román Hernández Nieves:

La bibliografía sobre esta excelente obra no escatima merecidos elogios a la torre-fachada de la parroquia que apellida con acierto a la villa de Granja. Se trata de la mejor fachada-mudéjar en Extremadura, después de la del monasterio guadalupense. Su figura supera en proporciones, esbeltez, ornato y estructura organizativa a otras manifestaciones mudéjares similares en la Baja Extremadura como las de  Palomas, Hornachos, Puebla de la Reina y  Alange entre otras... 

Es de estilo gótico-mudéjar, y con acertada justicia le ofrece el nombre de Torrehermosa a la localidad. Su construcción data de finales del siglo XV y primera mitad del siglo XVI. Tiene planta cuadrada, está situada en el eje del hastial y construida totalmente de ladrillo ya que este material era el característico y típico de la  arquitectura mudéjar así como el yeso, la madera y la cerámica y está compuesta por tres cuerpos. El primero, de más perímetro que los otros dos, lo enmarcan dos pilar situados entre pequeñas columnas adosadas. El acceso del templo a la torre-fachada  se hace a través de un arco abocinado y suavemente apuntado que se apoya en unas esbeltas jambas a partir de las líneas de impostas. Sobre la séptima arquivolta se eleva mediante un arco conopial a cuyos lados se inician las molduras y nervios.
A partir del arco conopial y hacia arriba, la torre tiene cuatro calles verticales y seis tramos horizontales con  arcos apuntados en el primer tramo y  arcos germinados en la segunda calle. Los restantes cinco tramos están formados por gabletes rematados por pináculos. La línea que une los pináculos está dotada de molduras que rompen la monotonía del muro.
El segundo cuerpo comienza en un friso y está formado por ocho calles con ocho gabletes y molduras en cada  vértice. Este cuerpo tiene dos vanos peraltados y lobulados a cada lado, enmarcados por un alfiz y remetados por una cornisa. El tercero y último, llamado  'de campanas', es igual al anterior excepto en que tiene una calle más en el friso.
La coronación de la torre se lleva a cabo mediante almenas rematadas por [pirámides, elemento muy común en muchas iglesias mudéjares. Según indica la profesora Pilar Mogollón, la fachada representa,desde el punto de vista estilístico, una armónica conjugación gótico-mudejar.